# Expulsión de chilenos de Bolivia y Perú en 1879

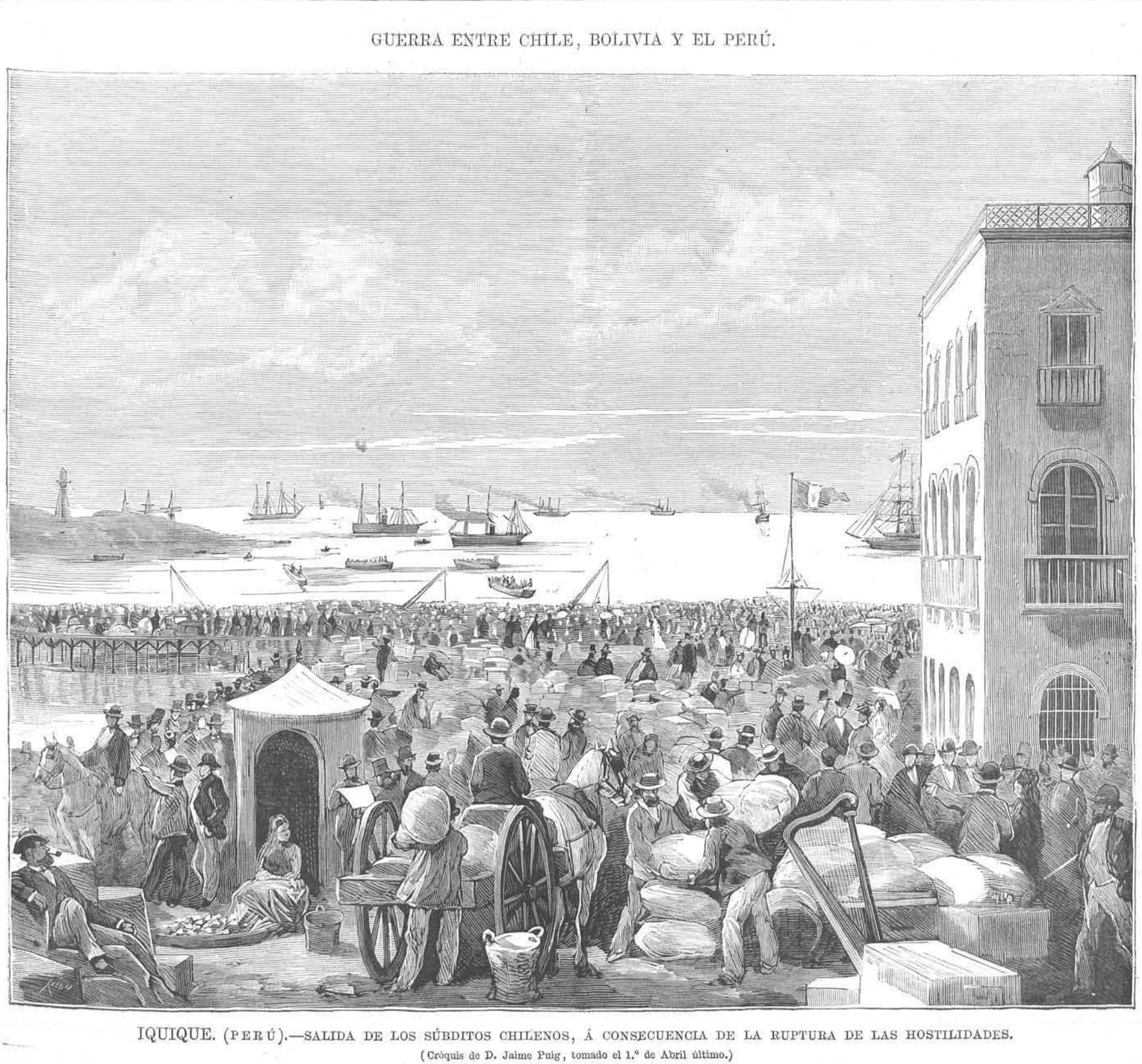
La revista española La Ilustración Española y Americana publicó el 15 de junio de 1879 un grabado (hecho en abril) de ciudadanos chilenos en Iquique esperando una oportunidad para abandonar Perú

La expulsión de chilenos de Bolivia y Perú en 1879 fue ordenada por decretos de los gobiernos aliados de Bolivia (el 1 de marzo) y Perú (el 15 de abril) al comienzo de la Guerra del Pacífico (1879-1883).
Entre 30 000 y 40 000 ciudadanos chilenos fueron obligados a salir de los países aliados en un plazo de 8 días bajo amenaza de internamiento. Fueron concentrados en balsas, pontones y botes en puertos peruanos a la espera de un pasaje de barco que los llevase de vuelta a Chile. Algunos recorrieron la distancia a pie hasta llegar a posiciones ocupadas por el ejército de Chile al sur del río Loa. Además, sus propiedades fueron confiscadas. El edicto de expulsión fue ampliamente popular en Perú,: 701–702  donde encontró poca resistencia y fue llevado a cabo expeditamente.

## Leyes de la guerra
Según Henry Sumner, conocido jurista británico de fines del siglo XIX, la expulsión de ciudadanos de un país enemigo era justificable, aunque llama la atención sobre la contradicción de que una guerra es un acto entre dos estados y no entre persona y persona:

The expulsion of subjects of the enemy from the territory of the opposing state is justifiable, and may be exercised or not according to circumstances.... On the other hand, war is not a relation of man to man, but of state and state, and in itself implies no hostility between the individuals by whom it is carried on. They are enemies only by their character as soldiers, and not as men.
La expulsión de ciudadanos del enemigo del territorio del estado opuesto es justificable, y puede ser ejercida o no de acuerdo a las circunstancias.... Por otro lado, la guerra no es una relación de persona a persona sino de estado a estado y por sí misma no implica hostilidad entre individuos por los que es llevada a cabo. Ellos son enemigos en su carácter como soldados y no como personas.
Henry J. Sumner Maine, International Law, A Series of Lectures Delivered Before the University of Cambridge, 1887, p. 132

## Trabajadores chilenos en Bolivia y Perú
En Bolivia y Perú, los inmigrantes chilenos realizaban faenas en industrias tales como la construcción de vías de ferrocarril, la industria del salitre, astilleros y servicios de puertos.: 93  Los chilenos habían llegado libremente en busca de una vida mejor para sí y sus familias. También había fuertes inversiones chilenas en ambos países.
A menudo los peones chilenos fueron protagonistas de disturbios de carácter delictual, laboral y también nacionalista.: 441  En cuanto a la tendencia contestataria de los trabajadores chilenos, el historiador chileno Juan Pinto Vallejos señala que hasta cierto punto estaban acostumbrados a la disciplina del trabajo industrial y que su permanente rebelión contra jefes y autoridades era solo su rechazo visible a la desintergración que el capitalismo causaba en la sociedad chilena tradicional. Entre los chilenos creció un espíritu de cuerpo como consecuencia de su condición de extranjeros en Bolivia y Perú, a pesar de que su única característica común era provenir de la misma región del continente.
Debido a su creciente número, su conducta rebelde y su exacerbada identidad nacional, los inmigrantes chilenos llegaron a representar un problema para el mantenimiento del orden, la paz y la seguridad tanto en Iquique como en Antofagasta y fueron objeto de la sospecha y la vigilancia estatal. Benjamín Vicuña Mackenna escribió sobre la organización La Patria, cuyo objetivo era separar Antofagasta de Bolivia.: 53 

### Bolivia
En el Departamento del Litoral, el censo de 1878 registró 6554 chilenos en una población total de 8507 habitantes (77 %).: 431 
Empresas chilenas explotaban los recursos minerales de Bolivia, incluyendo Huanchaca (mina de plata), Corocoro (mina de cobre), Oruro (mina de plata) y el próspero mineral de Caracoles. En total, había 49 compañías registradas en Santiago y Valparaíso con un capital nominal de 16 000 000 pesos chilenos. El principal productor de salitre en Antofagasta era la Compañía de Salitres y Ferrocarriles de Antofagasta (CSFA) que tenía un socio minoritario inglés. La CSFA tenía un capital nominal de 2 000 000 pesos chilenos.: 135–136 

### Perú
Los trabajadores chilenos estuvieron presentes en Perú desde la segunda mitad del siglo XIX, especialmente en Tarapacá, pero también en la zona central de Perú. No se sabe con certeza el número de chilenos en Perú en 1879. Juan Pinto Vallejos: 428  cita el censo peruano de 1876 que registró 9963 chilenos (26 %) entre 37 099 habitantes de Tarapacá. En Iquique, el principal puerto de la región, el 52 % de sus habitantes eran chilenos. Pinto Vallejos argumenta que 1876 fue un año de crisis económica y que, tras la recuperación, la población chilena debió haber crecido hasta 1879. Como ejemplo puede decirse que entre 1868 y 1872, entre 20 000 y 25 000 chilenos llegaron a Perú a trabajar con Enrique Meiggs en la construcción de líneas férreas.
Cerca del 19 % del nitrato producido en Tarapacá en 1878 provino de salitreras que antes de la expropiación estatal habían pertenecido a capitales chilenos.
El Tratado de Amistad, Comercio y Navegación de 1877 entre Chile y Perú fue acordado entre ambos gobiernos, pero no fue ratificado. Entre otros, hubiera protegido los derechos de los inmigrantes en ambos países.

## Crisis
Cuando las fuerzas chilenas ocuparon la región de Antofagasta en febrero, las guarniciones bolivianas marcharon a Cobija y a Calama, después al altiplano: 192, 218  y las autoridades depuestas se embarcaron en el barco Amazonas con rumbo al norte.: 194 
Después de la declaración de guerra del 5 de abril, la armada de Chile buscó impedir las exportaciones peruanas de nitrato y guano por medio de bombardeos y destrucción de las instalaciones portuarias. A consequencia del bloqueo y de la interrupción del comercio de guano y salitre, los habitantes de la región (Iquique, Huanillos, Pabellón de Pica, Pisagua) comenzaron a abandonar el sur del Perú con dirección al centro del Perú y a Arica.: 7  En noviembre de 1879, tras la capitulación de Iquique, 1300 peruanos se embarcaron en el vapor Ilo con destino a Arica y el Callao.: 476 
El consulado del Perú en La Paz informó en julio de 1880 que 600 peruanos escapados de la ocupación chilena de Tacna y Arica vivían como refugiados en la capital de Bolivia.: 370 
En 1878 el gobierno boliviano impuso un nuevo impuesto a la empresa chilena CSFA en abierta contravención del artículo IV del tratado de límites entre Bolivia y Chile de 1874 que prohibía cualquier subida o nuevo impuesto sobre empresas chilenas en Antofagasta. La compañía se negó a pagar el impuesto y en febrero de 1879 el gobierno boliviano canceló la licencia de explotación, embargó los bienes y anunció su puesta a remate. Perú, aliado con Bolivia secretamente en el Tratado de Alianza Defensiva (Perú-Bolivia), había intentado construir un monopolio mundial de salitre y sería el principal favorecido por la desmantelación de la empresa chilena, su principal competidor.
El 14 de febrero de 1879 se inició la ocupación chilena del puerto de Antofagasta y después la región completa fue ocupada por las fuerzas chilenas. Bolivia declaró la guerra a Chile el 1 de marzo. El 5 de abril Chile declaró la guerra a Bolivia y a Perú. Perú declaró la guerra a Chile el 6 de abril.

## Decretos de expulsión
El 1 de marzo de 1879, Hilarión Daza, dictador en Bolivia, anunció: 101  que Bolivia estaba en estado de guerra, prohibió el comercio con Chile y ordenó la expulsión de todos los ciudadanos chilenos residentes en Bolivia en un plazo de 8 días contados a partir del día en que se les fuera comunicado el decreto. Les fue permitido portar sus maletas y sus papeles personales. El resto de su propiedad fue embargada por el estado boliviano. Sus negocios, si los tenían, debían ser continuados por un supervisor estatal boliviano y las ganancias confiscadas. Esto se aplicaba a todas las inversiones chilenas en Bolivia, sin importar si el perjudicado vivía o no en el país. El embargo sería definitivo si el gobierno boliviano consideraba que una enérgica respuesta en contra de Chile era necesaria, lo cual posteriormente ocurrió. Mas aún, todas las transferencias de propiedad de chilenos posteriores al 8 de noviembre de 1878 —cuando Chile advirtió a Bolivia que el tratado de 1874 estaba en peligro— fueron declaradas nulas.
En Perú, la expulsión fue decretada por el presidente Mariano Ignacio Prado el 15 de abril «para asegurar el éxito de las operaciones militares»; en el plazo de 8 días todos los chilenos debían abandonar el país, exceptuando a los que habitasen en él más de diez años, siendo casados con peruanas y propietarios de bienes raíces. Cualquier infracción sería castigada con la internación del rebelde.: 208  El 17 de abril las excepciones fueron suspendidas, argumentando «los últimos hechos practicados por [...] la Escuadra chilena, atacando sin previo aviso [...] los puertos indefensos de Mollendo, Iquique i Pabellón de Pica»; todos los ciudadanos chilenos debían abandonar territorio peruano.: 208  Ese mismo día, el periódico limeño El Peruano justificó las medidas, que fueron consideradas duras pero justificadas, por razones de seguridad contra el espionaje, la insolente y provocante actitud de los chilenos en Perú, la agresión contra ciudadanos peruanos en Chile, el bombardeo de puertos indefensos por la armada de Chile y el peligro que creaba para el orden público el gran número de chilenos en Perú. El periódico aludió a la expulsión de ciudadanos alemanes de Francia durante la guerra franco-prusiana (1870-1871) y añadió que las leyes internacionales lo permitían de acuerdo a Johann Kaspar Bluntschli. El editorialista también se refirió a los peruanos en Chile, quienes no serían deportados por su pequeño número, porque Chile no se atrevería y porque no había inversiones peruanas en Chile.: 701–702 

## Consecuencias directas
Una tragedia humana se desató en Perú cuando miles de hombres, mujeres y niños intentaban alcanzar la costa y obtener un pasaje en un barco que los llevase de regreso a su país. Aquellos que no lograron escapar fueron encarcelados u obligados a trabajos forzados.
Diego Barros Arana escribió en Historia de la Guerra del Pacífico (1879-1880), p. 79:

En cumplimiento de la parte penal de esos decretos, en Lima i el Callao fueron reducidos a prisión los chilenos que por falta de recursos o por enfermedad, no pudieron embarcarse; pero se respetó el plazo acordado para salir del territorio. Pero, en los departamentos del sur del Perú, i especialmente en las poblaciones del litoral, donde se estaba reuniendo el ejército peruano, las autoridades locales acortaron a su antojo este plazo. Así, el prefecto de Arequipa, que resolvió por sí solo la espulsion de los chilenos dos días antes del primer decreto del gobierno supremo, les concedió solo 48 horas para salir al estranjero. En la provincia de Tarapacá se les concedieron dos o tres horas. En Iquique no habrían podido embarcarse sin la protección de los marinos ingleses i norteamericanos; i en Huanillos tuvieron que emprender su viaje a pié, por los arenales del desierto, hasta llegar a las orillas del Loa, donde fueron socorridos por las tropas chilenas que ocupaban estos lugares.

Sergio Villalobos sostiene que el primer grupo de Huanillos fueron 400 chilenos y que la travesía por el desierto duró tres días, pero que después otros grupos más hicieron el trayecto. Otros chilenos llegaron hasta Iquique, donde fueron concentrados en la zona de aduanas del puerto y usados posteriormente como escudos humanos durante los bombardeos al puerto. El 5 de abril, cientos de refugiados subieron al vapor chileno Rimac y una vez que navegaban hacia el sur amenazaban al general Buendía, jefe de las fuerzas aliadas de Tarapacá. El capitán del barco, sin suficientes marinos para contener a la masas, aconsejó a Buendía abandonar el barco, lo que el general hizo en el siguiente puerto.: 160–161 
En Pabellón de Pica, uno de los campos de extracción de guano en Tarapacá, el 15 de abril, durante un ataque a las instalaciones portuarias, la armada de Chile encontró 350 refugiados sobre un pontón propiedad de un súbdito británico que les había permitido vivir allí para no exponerse a las arbitrariedades de las autoridades peruanas ya que no eran capaces de hacer el camino a Tocopilla por tierra. El día siguiente, se continuó el ataque en Huanillos, donde se encontraron 100 chilenos sobre un pontón. En ambos casos las instalaciones portuarias fueron destruidas y los refugiados llevados a los buques chilenos que bloqueaban Iquique hasta su partida en vapores de línea que hacían el trayecto a Antofagasta, Copiapó y Valparaíso.: 45 
Carlos Donoso Rojas afirma que el cónsul chileno en Iquique, Antonio Solari Millas, tuvo la difícil tarea de trasladar desde el puerto a miles de chilenos expulsados a puertos chilenos y que el 29 de mayo el gobierno peruano decretó multar a cualquier persona que ayudase a los emigrantes.: 87  Aún antes de llegar a Antofagasta, los expulsados habían sido contactados por el Ejército de Chile para servir en el Cuerpo Expedicionario que se formaba en Antofagasta.
Más de mil chilenos permanecieron en prisión en Lima y El Callao hasta la ocupación de la capital del Perú por las fuerzas chilenas en enero de 1881. Otros fueron enviados a trabajos forzados a las minas de carbón de Junín, y todavía a fines de 1879 y principios de 1880 llegaban informes de las persecuciones que debían sufrir los chilenos: el 19 de noviembre de 1879 el embajador británico en Lima, Spencer St John, presentó ante el gobierno peruano la acusación del ciudadano inglés Henry Pender, quien había sido brutalmente golpeado y sus pertenencias robadas por soldados peruanos que lo confundieron con un chileno durante asonadas contra mujeres chilenas casadas con ciudadanos extranjeros que aún permanecían en Perú.: 169 

### Consecuencias económicas y militares
Para la industria salitrera de Tarapacá, la expulsión de los chilenos significó la pérdida de una considerable parte de su mano de obra que redujo su productividad.
Según Valentina Verbal Stockmeyer, durante el alistamiento del Ejército de Chile, los primeros contingentes provenían del ejército profesional, un segundo refuerzo se formó con los habitantes de Antofagasta que habían celebrado el desembarco del 14 de febrero y el tercer contingente lo aportaron los trabajadores chilenos deportados de Perú. Francisco Antonio Encina estima en 7000 el número de repatriados enlistados en los nuevos batallones.
Los historiadores resaltan el hecho de que el resentimiento de los chilenos por las injusticias sufridas durante su expulsión fue el origen de muchas conductas ilegales durante la guerra. Respecto del saqueo de Mollendo, Gonzalo Bulnes escribió en La Guerra del Pacífico: de Antofagasta a Tarapacá, p. 148:

Síntomas de indisciplina se notaron desde que la división bajó a tierra especialmente en el rejimiento N° 3 formado con repatriados del Perú, con los espulsados del país, echados casi a empujones a los botes, ellos i sus familias, al principio de la guerra, en espera de un vapor que los condujese a Chile. Eran las reliquias del éxodo de un pueblo de trabajadores repartido en las faenas del guano i del salitre, lanzados en plazo perentorio por el Gobierno de Prado, sin víveres, perdiendo sus escasos muebles i utensilios domésticos. Era conocido en el ejército el encono de esa tropa, i su resolución de hacer pagar caros los ultrajes.

La Armada del Perú ya había despedido a los marinos chilenos de sus buques de guerra antes de los decretos de expulsión.

## Crítica
Durante la fracasada Conferencia de Paz de Arica, las negociaciones del Tratado de Ancón y el Pacto de Tregua entre Bolivia y Chile de 1884, una de las demandas chilenas fue la devolución de los bienes confiscados a los chilenos expulsados. Con Perú se logró la formación de «tribunales arbitrales» para determinar el monto a pagar. Con Bolivia se determinó que una parte de los ingresos fiscales bolivianos por importación cobrados en los puertos chilenos serían para reponer las deudas.
Sergio Villalobos escribió: «Las disposiciones dictadas por el gobierno limeño eran comprensibles en tiempo de guerra, aunque no la dureza para su cumplimiento, que tenía que provocar la indignación de los afectados y de todos los chilenos en general».